# Samsung Galaxy M52 5G
O Samsung Galaxy M52 5G é um smartphone Android de gama média desenvolvido pela Samsung Electronics como parte da série Galaxy M. O lançamento do dispositivo estava previsto para 19 de setembro de 2021 na Índia, mas o evento de lançamento foi adiado para 28 de setembro de 2021. Foi inaugurado em 24 de setembro de 2021. Seus principais recursos são o novo SoC Snapdragon 778G 5G de gama média alta da Qualcomm, tela Super AMOLED Plus de 120 Hz, uma configuração de câmera tripla com uma câmera principal de 64 MP e uma bateria de 5000 mAh com suporte para carregamento rápido de 25 W. Foi colocado à venda em 3 de outubro de 2021 na Índia.